# Dramatische ironie
Dramatische ironie is een verteltechniek waarbij de toeschouwer meer weet dan een of meer personages in het verhaal, waardoor een spanningseffect ontstaat. Verwant met dit begrip is bear on the beach. Ook daar weet de kijker meer dan de personages. Het verschil is dat dramatische ironie zich over meer dan één scène kan uitstrekken, terwijl bear on the beach beperkt is tot slechts één scène.

## Voorbeelden
- In de film City Lights weet het publiek dat het personage dat Charlie Chaplin speelt geen miljonair is, maar het blinde bloemenmeisje (Virginia Cherrill) wil hem maar al te graag geloven.
- In Othello weet het publiek dat Desdemona trouw is gebleven aan Othello, maar Othello zelf niet. Het publiek weet ook dat Iago's geïntrigeer bedoeld is om Othello ten val te brengen.
- In The Truman Show is de kijker er zich van bewust dat Truman in  een tv-show zit, maar Truman zelf komt dit slechts geleidelijk aan te weten.
- In Romeo en Julia denken de personages dat Julia dood is, maar het publiek weet dat ze slechts een slaapdrank nam.